# Banfield (Argentinien)

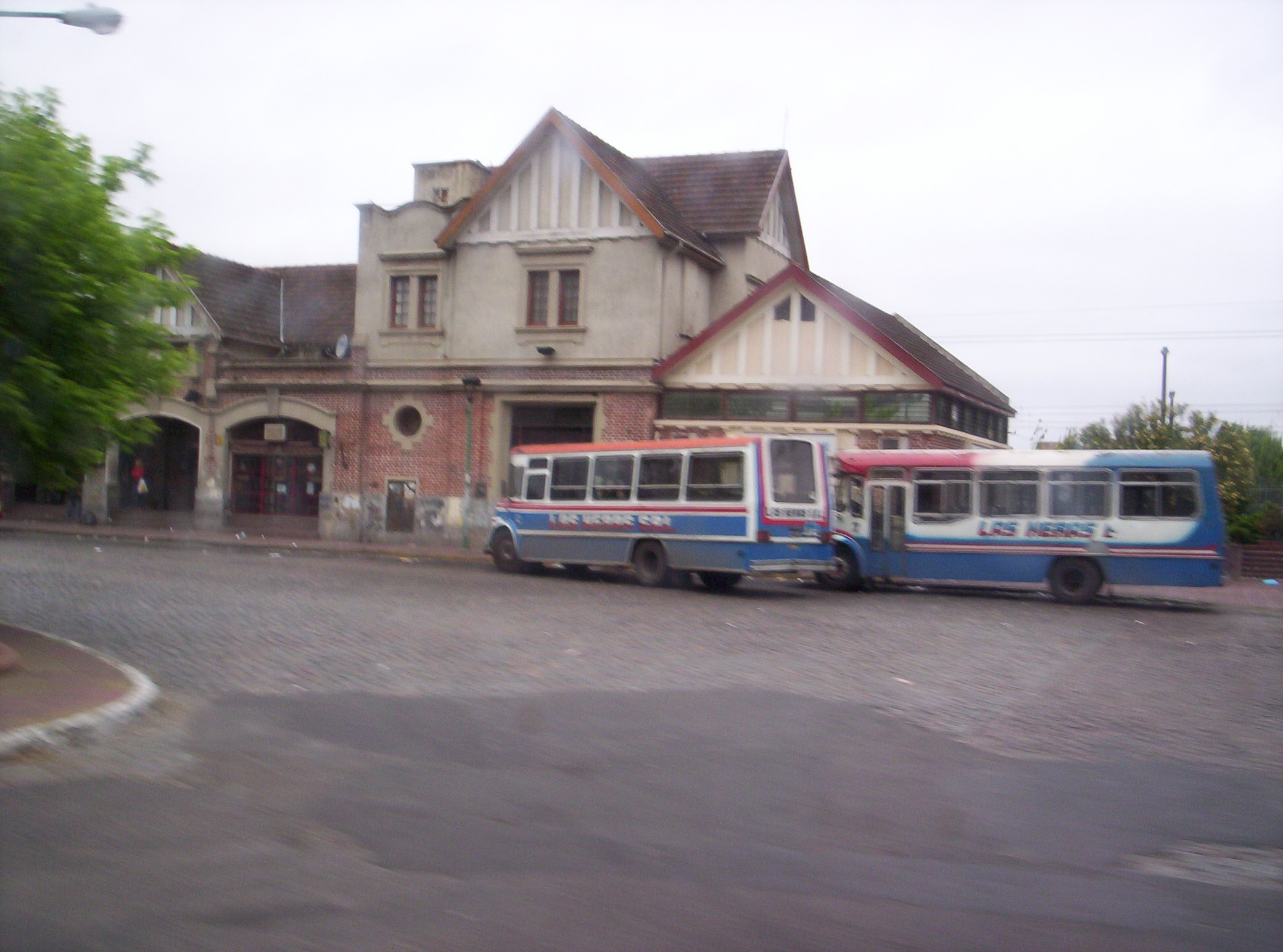
Der Bahnhof von Banfield

Banfield ist eine Stadt im Verwaltungsbezirk Lomas de Zamora in der Provinz Buenos Aires in Argentinien. Banfield liegt ca. 14 km südlich von Buenos Aires, hat 223.898 Einwohner und eine Bevölkerungsdichte von 7.851 Einwohnern pro km² (Stand von 2001).
Banfield wurde in den 1880er Jahren mit Hilfe einer Bahnstation, die dort 1873 errichtet wurde, besiedelt. Diese trägt ihren Namen im Gedenken an den britischen Eisenbahnunternehmer Edward Banfield.
Der 1896 gegründete Fußballverein CA Banfield spielt in der ersten argentinischen Liga. In Banfield befindet sich außerdem das Julián-Aguirre-Konservatorium, das 1951 von dem Komponisten und Dirigenten Alberto Ginastera gegründet wurde.